# Vernon (Vienne)
Vernon – miejscowość i gmina we Francji, w regionie Nowa Akwitania, w departamencie Vienne.
Według danych na rok 1990 gminę zamieszkiwało 540 osób, a gęstość zaludnienia wynosiła 14 osób/km² (wśród 1467 gmin regionu Poitou-Charentes, Vernon plasuje się na 527. miejscu pod względem liczby ludności, natomiast pod względem powierzchni na miejscu 82.).